# Rébellion de la Province de Liang
guerres de la fin de la dynastie Han
La rébellion de la Province de Liang (184 - 189) commence comme une insurrection du peuple Qiang contre la dynastie Han dans la province occidentale de Liang (Liangzhou, 涼州, qui correspond plus ou moins aujourd'hui à Wuwei, dans la province du Gansu) dans la Chine du IIe siècle. Mais assez vite, les Yuezhi et des rebelles pro-Han se joignent aux combats pour le contrôle de la province aux dépens de l’autorité centrale. Cette rébellion, qui a suivi de près celle des Turbans jaunes, fait partie d’une série de troubles qui ont conduit au déclin et a la chute de la dynastie Han. Bien que la plupart des historiens traditionnels portent une attention relativement faible à cette rébellion, elle à néanmoins une importance notable, car elle détruit la présence chinoise dans le Nord-Ouest et prépare le terrain pour la naissance de nombreux royaumes non-Han durant les siècles suivants.

## Déclenchement (184)
La rébellion commence durant l’hiver de 184, avec deux groupes de rebelles appartenant au peuple Qiang qui provoquent des troubles dans les régions éloignées du Nord-Ouest de la Chine. Un de ces groupes se trouve au Nord-Ouest des commanderies de Beidi (北地) et Anding et l'autre dans les comtés de Fuhan (枹罕) et Heguan (河關) dans la haute vallée du fleuve Jaune. Au départ, les deux groupes sont probablement distincts, chacun essayant de saisir l’occasion pour se libérer de la tutelle des Han, qui s'est affaiblie après des années de corruption et de mauvaise gestion,. La situation s’aggrave en octobre ou novembre 184, quand les troupes des Fidèles auxiliaires barbares de Huangzhong (湟中義從胡), qui sont composées de recrues d'origine Qiang et Yuezhi, sont envoyées pour réprimer les troubles. Au lieu de rétablir l'ordre, ces auxiliaires se mutinent contre leurs supérieurs chinois dans le camp militaire de Lianju (令居 ; Nord-Ouest de l’actuelle Lanzhou) et rejoignent les insurgés, après avoir tué Zheng Ling (冷徵), le Colonel Protecteur de Qiang (護羌校尉). À ce stade, les deux groupes de rebelles s'unissent avec les anciens soldats auxiliaires et choisissent Beigong Boyu (北宮伯玉) et Li Wenhou (李文侯) comme chefs. Grâce cette mise en commun de leurs forces, les rebelles ont maintenant le contrôle d'une bande de territoire le long du fleuve Jaune, a proximité de l'actuelle ville de Lanzhou.
En quelques semaines, les rebelles attaquent et prennent le contrôle de Yuanya (允吾), la capitale de la Commanderie de Jincheng (金城), qui devient le principal bastion d'où ils lancent leurs opérations. L'action des rebelles est facilitée par le fait que le gouverneur local Zuo Chang (左昌), l'inspecteur de la Province de Liang (涼州刺史), détourne les fonds alloués aux milices de défense locale, ce qui laisse la province quasiment sans défense. Lorsque le Grand administrateur Chen Yi (陳懿) se rend au camp des rebelles pour négocier la libération des otages, il est tué par ceux avec qui il voulait dialoguer. Vu la tournure que prend la situation, les otages, dont font partie Bian Zhang (en), l’ancien préfet de Xin'an (新安縣令) et Han Sui, le chef de l'administration de la Province de Liang (涼州從事), sont facilement persuadés par les rebelles de rejoindre leur cause. La présence dans les rangs de la rébellion de tels hommes réputés et influents donne un plus large soutien populaire à cette dernière. Avec le temps, Zhang et Sui jouent un rôle de plus en plus important dans le déroulement de la rébellion.
Après ces ralliements, les rebelles assiègent le quartier général de Zuo Chang dans le comté de Ji (冀 ; au sud de l’actuelle Gangu, Gansu). Dans un premier temps, certains généraux des zones frontalières de l'empire Han sont réticents à aider Zuo Chang, mais He Xun (蓋勳), un général très respecté pour ses nombreuses victoires, contraint ces généraux à venir en aide à Zuo Chang en utilisant de puissants arguments. Les rebelles, par respect ou par crainte de He Xun, lèvent le siège. Après cet épisode, Zuo Chang est remplacé par les Song Nie (宋臬), un confucéen fervent qui pense pouvoir régler la situation en enseignant le peuple le Classique de la piété. Il soumet cette proposition à la Cour impériale, malgré les conseils des fonctionnaires sous ses ordres et est rapidement remplacé par Yang Yong (楊雍). Cette nouvelle nomination ne suffit pas à améliorer la situation locale et les fonctionnaires de la province se retrouvent bientôt à nouveau assiégé par les rebelles. Xia Yu (夏育), le nouveau Colonel protecteur, est un homme qui a une certaine expérience des rébellions Qiang. À peine nommé il est attaqué par un contingent rebelle dirigé par le chef Qiang Dianyu (滇吾), qui attaque le bureau de l’élevage (畜官) de la Commanderie de Hanyang (actuelle Tianshui) et une fois de plus, c'est He Xun qui conduit les troupes de secours. Cette fois, cependant, Xun subit une sévère défaite à proximité de Hupan (狐槃). Lorsque Xia Yu et He Xun réussissent à s'enfuir, il devient clair que les autorités provinciales ne peuvent pas faire face à la rébellion toutes seules.

## Réponse du gouvernement central (185)
Au printemps de l'an 185, les rebelles se comptent désormais par plusieurs dizaines de milliers et se déplacent vers Chang'an, l'ancienne capitale des Han. En réponse, la Cour impériale nomme Huangfu Song, le célèbre vainqueur des Turbans jaunes, Général des Chars et des Cavaliers de la Gauche (左車騎將軍) et lui confie la défense de Chang'an. Cependant, comme Huangfu ne réussit pas à régler immédiatement le problème, il perd son poste au bout de quatre mois, durant le septième mois lunaire de 185, après avoir été calomnié par les eunuques de la Cour impériale.
Cette rébellion qui s'installe dans la durée diminue les revenus que le gouvernement central tire de la Province de Liang et la Cour impériale doit s'appuyer sur les impôts et les corvées pour soutenir l'effort de guerre. Le haut fonctionnaire, Cui Lie(崔烈), qui occupe le poste d'Excellence au Dessus des Masses, propose purement et simplement d’abandonner la Province de Liang pour éviter de payer le coût d'une guerre. Fu Xie (傅燮), qui occupe le poste de Gentilhomme-Consultant (議郎), réagit par un discours passionné qui condamne les propos de Cui Lie et souligne l’importance de la province frontalière de Liang :

« ...Les administrateurs officiels ont perdu le contrôle et ils ont laissé l’ensemble de la province entrer en rébellion. Cui Lie est un des ministres les plus importants, mais il ne prête aucune attention aux véritables besoins de l’État et il n'a aucun plan pour rétablir l'ordre. Au lieu de cela, il est prêt à abandonner les dix mille li de ce territoire et j’ai des doutes très graves sur les conséquences de son plan. Cette région risquerait d'être occupée par les barbares, qui pourraient causer de nombreux problèmes de par leur grande puissance militaire. Ce serait alors un grand danger pour notre empire et une grave perte pour la nation. [...] Si Cui Lie n’a pas pu se rendre compte des conséquences de sa politique, c'est un imbécile. S’il en a conscience, il est un traître. »

L'empereur Han Lingdi est tellement impressionné par cet argument qu'il rejette la proposition de Cui Lie et nomme Fu Xie Grand administrateur de Hanyang (漢陽太守), avant de l'envoyer sur place.
Le huitième mois lunaire de 185, le Haut Ministre Zhang Wen reçoit le poste militaire de Général des Chars et des Cavaliers(车骑将军) et les responsabilités qui revenaient auparavant à Huangfu Song. Sous ses ordres, il a, entre autres, Dong Zhuo, le nouveau Général qui Met en Déroute les Lâches (破虜將軍) et Zhou Shen (周慎), le Général qui Terrifie les Criminels (荡寇将军). L'armée de Zhang, qui est forte de plus de cent mille hommes et chevaux, se rend à Meiyang (美陽 ; située à l’Ouest de l'actuel Xian de Wugong) et y installe son camp. Mis au courant de ces mouvements de troupes, Bian Zhang et Han Sui aménent également leurs troupes à Meiyang pour combattre l'armée des Han, mais les combats s'enlisent et l'armée de Zhang Wen n'arrive pas à prendre l'avantage. Les choses changent au cours du onzième mois, quand une étoile filante apparaît et semble tomber sur le camp des rebelles, ce qui porte un coup au moral de ces derniers. Profitant de la situation, Dong Zhuo lance une attaque soudaine contre les rebelles et transperce leurs rangs, forçant ainsi Bian Zhang et Han Sui à battre en retraite vers l'ouest pour rejoindre Yuzhong (榆中 ; près de l'actuelle ville de Lanzhou, Gansu) dans la Commanderie de Jincheng.
Après la victoire, Zhang Wen envoie deux détachements à la poursuite des rebelles : Shen Zhou prend 30 000 hommes pour attaquer Yuzhong et Dong Zhuo 30 000 autres pour chasser les auxiliaires Qiang. Les deux détachements sont vaincus. De plus, Shen Zhou avait rejeté les avis de son conseiller Sun Jian, qui voulait couper les lignes d'approvisionnement de l’ennemi et voies d’acheminement, et finalement ce sont les rebelles qui coupent ces lignes d'approvisionnement. Zhou n'a pas d'autre choix que de se replier en toute hâte, ce qui laisse Dong Zhuo en fâcheuse posture, car il est encerclé par les Qiang à Wangyuan (望垣 ; située au Nord-Ouest de l’actuelle ville de Tianshui) alors qu'il n'a presque plus de vivres. Il réussit à s'enfuir avec ses troupes en construisant des barrages en amont du fleuve. Il conduit ces travaux en donnant l'impression qu'il veut les utiliser pour attraper des poissons, mais en réalité il fait traverser le fleuve en secret à ses hommes et lorsque les Qiang se lancent à sa poursuite, ils se retrouvent bloqués par la montée des eaux provoquée par le barrage de la rivière. Grâce à cette ruse, Dong Zhuo est le seul commandant qui réussit à garder ses forces intactes après cette offensive.
Même si la bataille de Meiyang a permis d'arrêter l'avancée des rebelles vers le cœur de l'empire Han, ces derniers ont pu conserver leur mainmise sur le cours supérieur du fleuve Jaune à cause de l’échec de la double offensive de Zhang Wen. La haute vallée de la rivière Wei est dès lors un territoire contesté.

## Tentatives locales de réinstaurer l'autorité des Han (186–187)
Au cours de l’hiver de 186, Bian Zhang, le chef des rebelles, meurt de maladie et ses lieutenants Beigong Boyu et Li Wenhou sont tués au cours de querelles intestines. Geng Bi (耿鄙), le nouvel Inspecteur de la Province de Liang, tente de tirer parti de la situation pour rétablir le contrôle des Han sur la région, sans aide militaire importante provenant d’autres parties du pays. Fu Xie tente de le dissuader en lui expliquant que comme il est en poste depuis peu, il n'a pas encore réussi à s'attacher la fidélité des populations locales et que l’armée est encore démoralisée à la suite du semi-échec de la dernière tentative. Geng Bi ignore ses conseils et va de l'avant pour appliquer son plan.
En 187, Geng Bi attaque la Commanderie de Longxi, située sur la frontière orientale, avec une armée levée dans six commanderies. Longxi est tombé entre les mains de Han Sui quand Li Xiangru (李相如), le Grand administrateur de cette ville, a fait défection. Cependant, la population locale dans son ensemble est frustrée depuis que Geng Bi a donné un poste à Cheng Qiu (程球), un fonctionnaire corrompu. Quand l’armée atteint Didao, la capitale de la Commanderie, durant le quatrième mois de l'an 187, une mutinerie éclate dans les rangs des troupes de Geng Bi. Les mutins tuent Cheng Qiu et Geng avant de rejoindre les rebelles sous le commandement de Wang Guo (王國), un habitant de Didao. Mutins et rebelles assiègent Hanyang, qui est situé à l’est de Longxi. Fu Xie, le Grand administrateur de Hanyang, est très populaire car il traite bien le peuple et inspire le respect. Les rebelles sont réticents à lutter contre lui et tentent à plusieurs reprises de le convaincre, soit de fuir la ville soit de se rendre. À chaque fois Fu Xi, déterminé à défendre la Commanderie jusqu'à la mort, refuse leur offre malgré le manque d'hommes et de matériel dont il souffre. Et c'est dans une charge finale désespérée que Fu Xi meurt au combat.
Après ces événements, le Major (司馬) Ma Teng, un subordonné de Geng Bi, et ses troupes rejoignent Han Sui. Ils font de Wang Guo leur chef et attaquent ensemble la région autour de Chang'an. Pour la première fois, les rebelles réussissent à prendre le contrôle de toute la Province de Liang. À la suite de cette série d'échecs, Zhang Wen est démis de ses fonctions pour sanctionner son incapacité à réprimer la rébellion.

## Siège de Chencang (188–189)
À la fin de l'an 188, la Cour impériale a abandonné tout espoir de récupérer la Province de Liang et laisse les troupes locales livrées à leur propre sort. Toutefois, lorsque Wang Guo prend la tête d'une puissante armée pour attaquer Chencang (陈仓, à l’est de l’actuelle Baoji), ce qui lui ouvrirait la route de Chang ' an, la Cour choisit une fois de plus Huangfu Song pour répondre à cette menace. Il reçoit cette fois-ci le titre de Général de la Gauche (左将军) et est mis à la tête d'une troupe de 20 000 hommes. Dong Zhuo reçoit lui aussi le commandement de 20 000 hommes, pour aider Huangfu. Lorsque les deux généraux arrivent à Chencang, Dong exhorte Huangfu afin qu'il lance immédiatement une attaque, afin de soulager les assiégés. Huang, cependant, a une opinion différente : il fait valoir que les fortes défenses de Chencang ne peuvent pas être prises facilement et qu'il suffit d’attendre que les hommes de Wang Guo se découragent. La suite des opérations donne raison à Huangfu, car les hommes de Wang Guo assiègent Chencang pendant plus de quatre-vingts jours, sans succès.
Au printemps 189, fatigués et démoralisés, les hommes de Wang Guo abandonnent le siège. À l'inverse, les troupes de Huangfu Song sont reposées et sont prêtes à combattre, ce qui lui permet de prendre en chasse les rebelles qui se replient. Dong Zhuo proteste contre cet ordre, arguant que suivant la tradition, une armée en train de battre en retraite ne doit ne pas être poursuivie, de peur que l’ennemi se venge en désespoir de cause. Song ne prend pas en compte la demande de Zhuo, car selon lui la retraite des troupes de Wang Guo n’est pas une retraite organisée, mais un conglomérat d'hommes démoralisés ayant perdu toute volonté de se battre. Huangfu conduit ses hommes à l’attaque en laissant Dong Zhuo comme arrière-garde et obtient une grande victoire, coupant plus de dix mille têtes. Honteux et en colère contre son supérieur, Dong Zhuo garde rancune à Huangfu d'avoir eu raison contre lui.
Peu après cette défaite, Wang Guo est déposé par Han Sui et c'est Zhong Yan (閻忠), un ancien préfet de Xindu (信都令), qui est élu pour prendre sa place comme chef de la rébellion de la Province de Liang. Cependant, Yan Zhong meurt peu de temps après son élection, ce qui provoque un conflit interne aux rebelles pour le poste de leader. Finalement, aucun chef incontesté n'émerge et la rébellion éclate en trois groupes : celui de Han Sui basé à Jincheng, celui de Ma Teng basé dans la vallée de la Wei et celui de Song Jian (宋建)basé à Fuhan, dans l’actuelle province du Gansu). Comme à ce stade de la révolte le leadership est passé des peuples non-Hans aux Hans, le contenu des sources d'époque semble indiquer que les Qiang et les Yuezhi ont simplement retiré leur soutien aux rebelles et ne jouent plus aucun rôle dans la rébellion.
Une fois arrivé à ce stade, la rébellion aurait dû être mise à pas, mais la mort de l'empereur Lingdi le 13 mai 189 remet tout en cause. Le nouvel empereur est un enfant incapable de gouverner seul et Luoyang, la capitale, sombre dans le chaos, car la lutte politique entre la faction des dix eunuques et leurs opposants tourne au conflit armé et des combats à grande échelle éclatent à l'intérieur même du palais après l’assassinat du général en chef He Jin. Dong Zhuo conduit ses hommes depuis la frontière vers la capitale, dans un premier temps pour répondre à un appel de He Jin qui demandait de l'aide contre les eunuques. Lorsqu'il arrive au milieu du chaos, les eunuques sont déjà morts et il en profite pour prendre le contrôle de la Cour, remplacer l'empereur Han Shaodi par l'empereur Han Xiandi et se faire nommer Chancelier (相國). À la fin de l’année, une coalition de seigneurs de guerre se forme pour chasser Dong Zhuo du pouvoir. C'est le début d'une guerre civile qui embrase toute la Chine et réduit la rébellion de la Province de Liang au rang de perturbation périphérique dans le chaos de la fin de la dynastie Han.

## Épilogue: la chute des rebelles
Pendant que la Chine sombre dans le chaos, les dirigeants des trois factions rebelles de la Province de Liang deviennent, de fait, des seigneurs de guerre et chacun d'entre eux a une approche différente pour s’adapter à la nouvelle situation géopolitique. Song Jian s'écarte de plus en plus du conflit qui ravage la Chine et s'auto-proclame "Roi des Sources de la Rivière qui va Pacifier les Han" (河首平漢王). Durant trente ans, il gouverne les régions de Fuhan et Heguan de manière totalement autonome. En revanche, Han Sui et Ma Teng s'impliquent dans la guerre civile, à partir du moment où ils acceptent de se réconcilier avec Dong Zhuo, qui a demandé leur soutien pour faire face à la coalition qui se met en place contre lui. Après la mort de Dong Zhuo en 192, ses subordonnés Li Jue et Guo Si prennent le pouvoir et donnent à Han Sui et Ma Teng les postes de Général qui Maintient la Paix à l’Ouest (鎮西將軍) pour le premier et de Général qui Subjugue l’Ouest (征西將軍), pour le second. Ainsi, les deux chefs rebelles reçoivent une reconnaissance officielle.
Durant la période qui suit ces nominations, les relations entre Han Sui et Ma Teng sont houleuses, alternant des périodes d’alliance et de guerre ouverte. En 209, Ma Teng est obligé de fuir pour aller chercher de l’aide auprès de Cao Cao, le puissant seigneur de guerre qui a pris le contrôle du nord-est de la Chine et de la Cour impériale. À cette époque, Cao Cao s'intéresse au Nord-Ouest et invite Ma Teng à son quartier général à Ye où il le garde comme s'il était un otage. Ma Teng et toute sa famille finissent par être exécutés, lorsque son fils Ma Chao prend les armes contre Cao Cao, deux ans plus tard.
Au printemps de l'an 211, Cao Cao envoie le commandant Zhong Yao et toute une armée vers la vallée de la Wei, dans le but avoué d'attaquer l'État théocratique de Zhang Lu à Hanzhong. Cette incursion est vue comme une provocation par les seigneurs des guerres du Nord-Ouest, dont Han Sui et Ma Chao, le fils de Ma Teng. Tous deux forment une coalition et attaquent les forces de Cao Cao lors de la bataille du col de Tong, où Cao prend personnellement la direction des opérations. À la suite d'une manœuvre habile, l'armée de Cao Cao se glisse à l’arrière des forces coalisées et les écrase lors d'un combat décisif à l’automne de 211. La défaite du col de Tong marque le début de la fin de l’autonomie dans le Nord-Ouest.
Cao Cao repart vers l'est après cet engagement et laisse son lieutenant Xiahou Yuan chargé des opérations de "nettoyage" des dernières poches de résistance et Zhang Ji chargé de la restauration de l’administration locale. Ma Chao tente d’abord d’organiser une résistance après avoir pris la ville de Ji en l’absence de Cao Cao, ce qui lui permet d'établir un lien direct avec les Di, mais il est vaincu en 213 par une combinaison de mutinerie de ses troupes et de défaite face à l'armée de Xiahou Yuan. Ma Chao fuit vers le sud pour rejoindre Zhang Lu et plus tard le Seigneur de guerre du Sud-Ouest Liu Bei au Sichuan, où il meurt en 221 sans jamais avoir revu le Nord. En 214, Xiahou Yuan vainc la résistance menée par Han Sui à la rivière de Changli (長離水 ; ce qui correspond à l'actuelle rivière Hulu, au nord de Tianshui), avant de lancer une expédition victorieuse contre les Di et les hommes de Song Jian. Song Jian meurt dans les combats, Fuhan, sa capitale, est prise par Xiahou et ses fonctionnaires sont tous exécutés. Han Sui meurt l’année suivante et ses derniers subordonnés envoient sa tête à Cao Cao comme signe de soumission. Finalement, plus de trente ans après le début de la révolte, la rébellion de la Province de Liang est complètement matée.

## Conséquences à moyen et long terme
Après la mort de Cao Cao en 220, son fils Cao Pi force l’empereur Xiandi à abdiquer et fonde le royaume de Cao Wei pour succéder à la dynastie Han. Sous son règne, des commanderies sont recrées dans le Nord-Ouest, tandis que la région ne connait que quelques rébellions locales mineures. En 222, le commerce avec l’Asie centrale est officiellement rétabli après l’interruption due aux opérations militaires dans la Province de Liang.
Malgré ces progrès, la puissance du Wei dans le nord-ouest de la Chine est plus faible que celle qu'avait la dynastie Han avant la rébellion. Par rapport aux Han, le territoire du Wei dans le nord-ouest a une superficie moindre, car quelques anciennes commanderies périphériques, comme le Royaume de Song Jian de Fuhan, ont été tout simplement abandonnées. La population chinoise dans la région diminue et cède finalement la place aux tribus Qiang et Di des montagnes du Sud. Un peu plus d’un siècle après la rébellion de la Province de Liang, ces peuples, ainsi que d’autres groupes de nomades du Nord de la Chine, chassent leurs suzerains chinois et créent des royaumes non-Han dans le nord de la Chine.